# Länsväg 107
Länsväg 107 går sträckan Ängelholm–Åstorp–Bjuv. Sträckan ligger i Skåne län. Längden är 20 km.
Vägen är landsväg hela sträckan.

## Trafikplatser, korsningar och anslutningar
|  | Nr | Namn         | Skyltning                |
|  | -- | ------------ | ------------------------ |
|  |    | Ängelholm    | Höör                     |
|  |    | Strövelstorp | Åstorp Höganäs           |
|  |    | Strövelstorp | Göteborg Malmö           |
|  |    | Bjuv         | Löddeköpinge Helsingborg |

## Historia
Vägen Ängelholm–Bjuv–Mörarp ingick i rikshuvudväg 2 när vägnummer infördes på 1940-talet, alltså en del av huvudvägen Göteborg–Malmö. Från 1962 kallades den E6 (utöver närmast Ängelholm där E6 flyttats till en nybyggd motorväg). Mörarp–Landskrona (tidigare länshuvudväg 50) blev länsväg 107.
När hela motorvägen Ängelholm–Malmö blev klar 1970 förlängdes länsväg 107 från Mörarp via Bjuv till Ängelholm. Sträckan Bjuv–Landskrona fråntogs senare[när?] nummer.